# Vladislav Griniov
Vladislav Serguéyevich Griniov –en ruso, Владислав Сергеевич Гринёв– (Moscú, 21 de julio de 1996) es un deportista ruso que compite en natación, especialista en el estilo libre.
Participó en los Juegos Olímpicos de Tokio 2020, ocupando el cuarto lugar en la prueba de 4 × 100 m estilos.
Ganó dos medallas en el Campeonato Mundial de Natación de 2019 y cuatro medallas en el Campeonato Mundial de Natación en Piscina Corta, en los años 2018 y 2021.
Además, obtuvo dos medallas en el Campeonato Europeo de Natación, en los años 2018 y 2021, y siete medallas en el Campeonato Europeo de Natación en Piscina Corta, en los años 2019 y 2021.

## Palmarés internacional
| Campeonato Mundial                  | Campeonato Mundial      | Campeonato Mundial | Campeonato Mundial    |
| Año                                 | Lugar                   | Medalla            | Prueba                |
| ----------------------------------- | ----------------------- | ------------------ | --------------------- |
| 2019                                | Gwangju (Corea del Sur) | Medalla de plata   | 4 × 100 m libre       |
| 2019                                | Gwangju (Corea del Sur) | Medalla de bronce  | 100 m libre           |
| Campeonato Mundial en Piscina Corta |                         |                    |                       |
| Año                                 | Lugar                   | Medalla            | Prueba                |
| 2018                                | Hangzhou (China)        | Medalla de plata   | 4 × 100 m libre       |
| 2021                                | Abu Dabi (EAU)          | Medalla de oro     | 4 × 100 m libre       |
| 2021                                | Abu Dabi (EAU)          | Medalla de plata   | 4 × 50 m libre        |
| 2021                                | Abu Dabi (EAU)          | Medalla de plata   | 4 × 200 m libre       |
| Campeonato Europeo                  |                         |                    |                       |
| Año                                 | Lugar                   | Medalla            | Prueba                |
| 2018                                | Glasgow (Reino Unido)   | Medalla de bronce  | 4 × 100 m libre mixto |
| 2021                                | Budapest (Hungría)      | Medalla de oro     | 4 × 100 m libre       |
| Campeonato Europeo en Piscina Corta |                         |                    |                       |
| Año                                 | Lugar                   | Medalla            | Prueba                |
| 2019                                | Glasgow (Reino Unido)   | Medalla de oro     | 4 × 50 m libre        |
| 2019                                | Glasgow (Reino Unido)   | Medalla de oro     | 4 × 50 m estilos      |
| 2019                                | Glasgow (Reino Unido)   | Medalla de oro     | 4 × 50 m libre mixto  |
| 2019                                | Glasgow (Reino Unido)   | Medalla de bronce  | 100 m libre           |
| 2021                                | Kazán (Rusia)           | Medalla de plata   | 4 × 50 m estilos      |
| 2021                                | Kazán (Rusia)           | Medalla de bronce  | 100 m libre           |
| 2021                                | Kazán (Rusia)           | Medalla de bronce  | 4 × 50 m libre        |